# دلالی بازدید
مدل کسب و کار دلالی بازدید (به انگلیسی: Attention Brokerage) در اوت ۱۹۹۸ با شماره ۵۷۹۴۲۱۰ در مجموعه حقوق مالکیت معنوی ایالات متحده آمریکا ثبت شده‌است[۱].
بنگاه مبتنی بر این مدل کسب وکار تبلیغاتِ آگهی دهندگان را بر روی اینترنت ارائه می‌کند. طبق توافق آگهی دهنده به ازای هر بازدید یا کلیک از تبلیغاتش توسط بازدید کننده، مبلغی را به بنگاه می‌پردازد. بنگاه نیز قسمتی از آن مبلغ را برای خود نگاه داشته و الباقی را به عنوان محرک انگیزشی به بازدید کننده آن تبلیغ می‌دهد. در این روش عمدتاً برای بازدید کنندگان، حساب‌هایی باز می‌شود که بازدیدکننده امتیازات خود را در آن جمع‌آوری کنند یا از آن برای خرید یک کالا، خرج نمایند. در این مدل کسب و کار، درآمد فقط از طریق شرکای تبلیغاتی فراهم می‌گردد[۲].

## ارزش ایجاده شده
ارزشی که مدل کسب و کار دلالی بازدید سعی دارد به کسب و کار آگهی دهنده بیفزاید، کاهش در هزینه‌های جذب مشتری است. این هزینه برای بنگاه‌های تازه‌کار اینترنتی بسیار بالا می‌باشد. طبق ادعای CyberGold (ابداع‌کننده این مدل کسب و کار)، ارزش فراهم شده توسط این مدل کسب و کار برای مشتریان، کاهش حدوداً ۲۵ درصدی هزینه جذب مشتری برای هر کسب کاری می‌باشد[۳].
در این روش نیازی نیست که مشتریان به شخصه هیچ پولی برای عضویت بپردازند، ولیکن از آنها خواسته می‌شود تا پیش از هرگونه دریافتی اجازه دهند که مشاهده تبلیغات و گشت و گذار آنها در وب ثبت و پیگیری شود.

## شرح مدل کسب و کار
مدل کسب و کار دلالی بازدید، با توجه به چارچوب مدل‌های کسب و کار بنیادین معرفی شده توسط Weill و Vitale، بر اساس میانجیگری می‌باشد. نقش میانجیگری به این خاطر ایجاد می‌شود که بنگاه مبتنی بر این روش، به مشتریان پول می‌دهد و اطلاعات در یافت می‌کند (در مدل Weill و Vitale، میانجی پول دریافت می‌کند و اطلاعات فراهم می‌کند). این مدل کسب و کار در اصل اطلاعات متمرکز مصرف کنندگان را به مشتریان یا آگهی دهندگان ارائه می‌دهد. این گونه از اطلاعات مستقیماً به مصرف کنندگان ارائه نمی‌شود، ولیکن مستقیماً به کسب و کاری ارائه داده می‌شود که به عنوان آگهی دهنده انتخاب شده‌اند. در این روش ارزش افزوده نیز تنها زمانی فراهم می‌شود که ملاقاتی میان آگهی دهنده و مشتری برقرار شود و در این کار بنگاه نقش میانجی را ایفا می‌کند[۲].
در مدل کسب و کار دلالی بازدید، بنگاه برای تبلیغ فقط یکبار از آگهی دهنده پول دریافت می‌کند و پس از برقراری ارتباط میان مصرف‌کننده و آگهی دهنده، دیگر کاری به آن‌ها ندارد. به این معنی که مشتری می‌تواند بارها به سایت فروشنده مراجعه نماید ولیکن بنگاه دیگر از این بازگشت‌ها پولی دریافت نمی‌کند و دیگر رفتار کاربر را نیز ثبت نمی‌کند. برای تأیید آنکه ارزش برای آگهی دهنده فراهم شده‌است، از بازدید کننده‌ها اغلب خواسته می‌شود تا پرسش نامه‌های کوتاهی را پر کند تا اثر بخشی تبلیغات مشخص گردد. این کار موجب می‌شود که کاربران فقط با کلیک کردن بر روی لینک‌ها و بدون توجه به محتوی پاداش کسب نکنند[۴].

## نمودار مدل کسب و کار
شکل مدلِ تعامل معمول میان فروشنده و مصرف‌کننده که توسط بنگاه موزون شده‌است را نشان می‌دهد. فروشنده شماره ۱ به بنگاه، مبلغ مشخصی را جهت معرفی مشتری جدید پیشنهاد می‌دهد. بنگاه نیز پاداشی در حد معین، برای مشتریانی که از این تبلیغات بازدید کند، تعیین می‌کند. در مقابل، مصرف کنده اطلاعات نفوسی را برای بنگاه فراهم می‌سازد که به بنگاه در فروش اطلاعات به فروشندگانی مشابه یاری می‌رساند. خدمت مورد انتظار مصرف‌کننده نیز به‌طور مستقیم و با رد و بدل پرداخت متناسب با آن صورت خواهد پذیرفت.
خطوط مستقیم از فروشنده ۱ به مشتری و بالعکس نشان دهنده ارتباطی است که پس از معرفی اولیه توسط بنگاه صورت می‌پذیرد. پس از اینکه ارتباطات میان فروشنده و مصرف کنده برقرار شد، مشتری می‌تواند سایر خدمات مورد نیاز خودش را مستقیماً و بدون نیاز به هیچگونه دخالتی از بنگاه دریافت کند. البته مشتری نیز یکبار بخاطر برقراری چنین ارتباطی از بنگاه پول دریافت کرده‌است.
در قسمت سمت راست نیز مشتری از درآمدهایی که در حساب بنگاه اندوخته شده‌است برای خرید کالا و خدمات از سایر فروشندگان می‌پردازد که ممکن است جزء طرف قراردادهای بنگاه برای بازاریابی باشد یا نباشد[۲].

## چند بنگاه نمونه
CyberGold، یکی از ۳ بنگاهی بود که این نوع از تحقیقات بازاریابی و برنامه پاداش دهی به بازدیدکنندگان وب را در پیش گرفتند. NetCentives، یکی از بازیگران خوش نام در بازار، با AOL در ژانویه ۲۰۰۰ هم گروه شد. در یک همکاری در افزایش کارایی AOL، NetCentives فراهم‌کننده پاداش برای AOL به نام AAdvantage شد که یکی از دلایل افت ارزش بازار CyberGold در بهار ۲۰۰۰ شد[۵].
MyPoints.com یک شرکت پیش رو دیگر در زمینه دلالی بازدید بود که تعداد عضویت‌های شبیه و مدل کسب و کار شبیهی با CyberGold داشت ولی درآمد بیشتری را از CyberGold داشت. در اوایل ۲۰۰۰، MyPoints، ۸ میلیون عضو داشته و در سال ۹۹، ۱/۲۴ میلیون دلار درآمد داشت. در مقابل CyberGold، ۷ میلیون عضو داشته و در ۹۹ درآمد ۳/۵ میلیون دلاری داشت. CyberGold در طول حیات کوتاه مدتش، رشد در تعداد اعضا را نشان داد. شرکت از ۰۰۰/۳۰ کاربر ثبت شده در سپتامبر ۹۷ شروع کرد.[۶]در مارس ۹۹، به ۵/۱ میلیون عضو رسیده
[۷] و سپس به ۳ میلیون عضو در اکتبر ۹۹ رسید[۸].